# フェデリコ・セルベーリ
フェデリコ・セルベーリ（Federico Cervelli、1625年生まれ、– 1700年以前に没)は、イタリアの画家である。30歳から40歳の時からヴェネツィアに拠点を置いた。

## 略歴
ミラノで生まれた。30歳から40歳の時になってヴェネツィアに移り、工房を開き、ピエトロ・リッチ（1606 –1675）に師事した。その後ピエトロ・リベリ（1605–1687）とも働いた。ヴェネツィアのサン・ジョルジョ・マッジョーレ聖堂やサンテオドロ信徒会(Scuola Grande di San Teodoro）の建物などの宗教画を描いた。
アントニオ・マリア・サネッティによると、彼の門下生の中にセバスティアーノ・リッチがいた。

## 作品

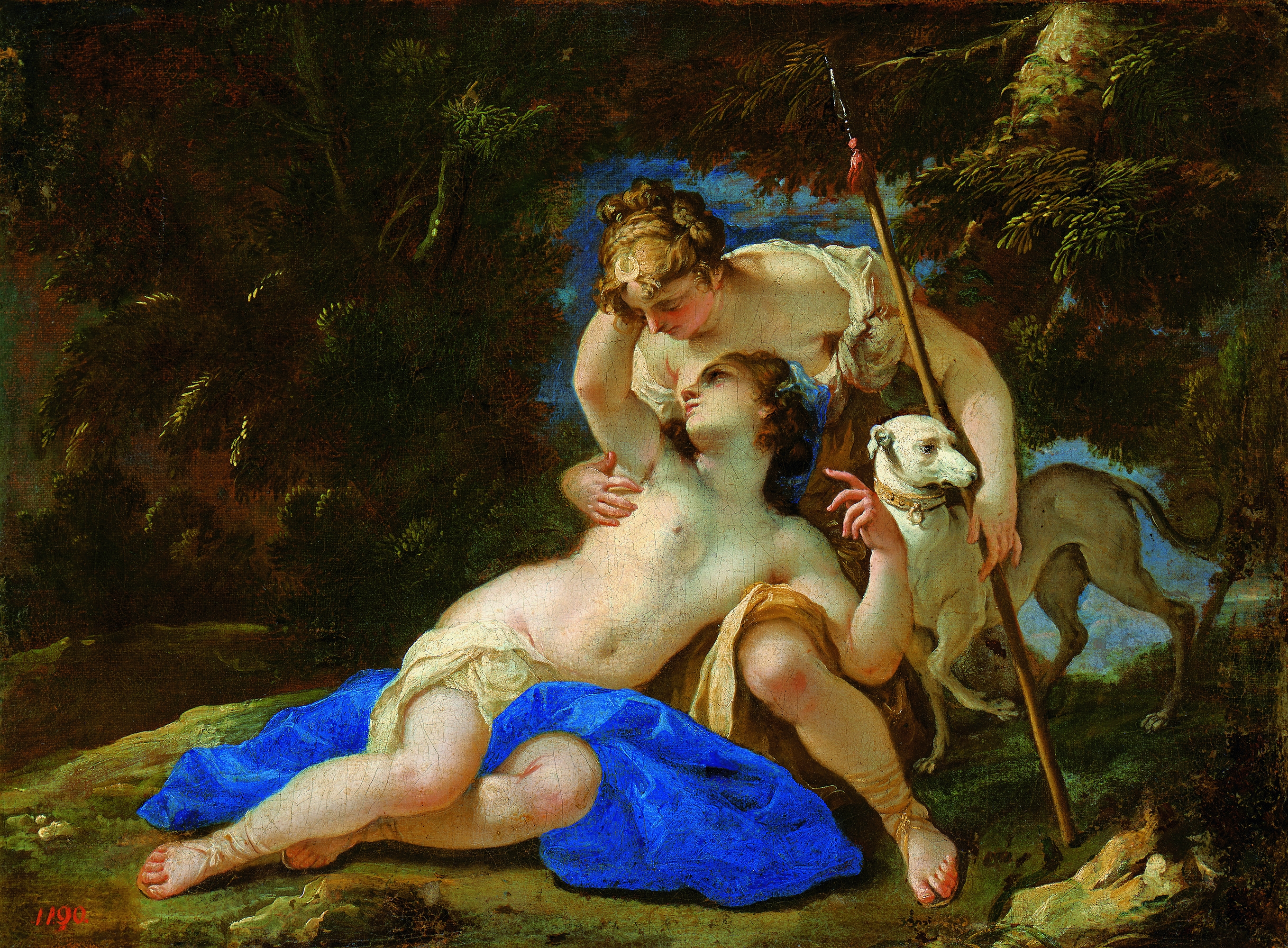
『ディアナとカリスト』(c.1670) ワルシャワ国立美術館
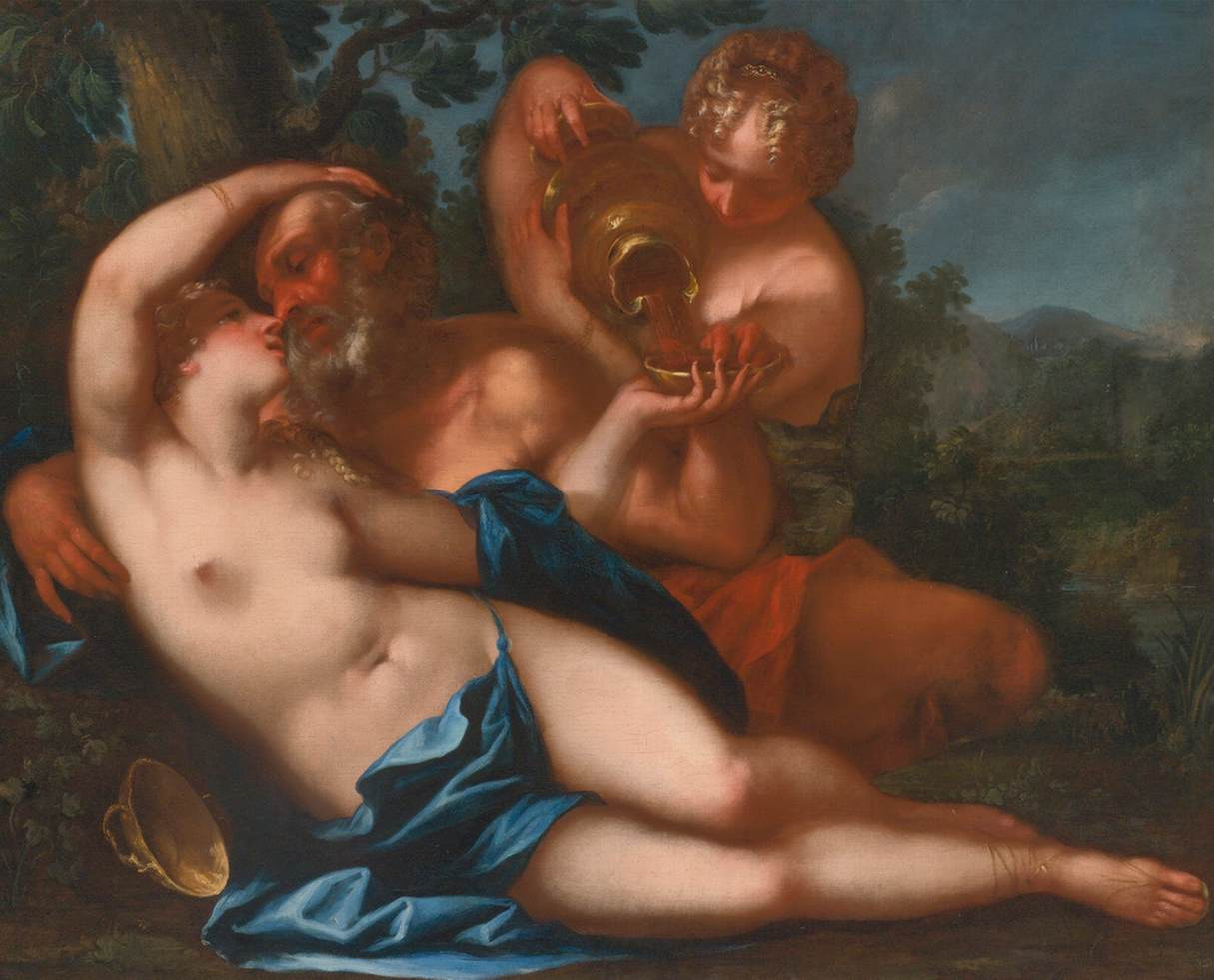
『ロトと娘たち』